# ヴィルヘルム (セーデルマンランド公)
セーデルマンランド公爵ヴィルヘルム王子（スウェーデン語: Prins Wilhelm, Carl Wilhelm Ludvig, 1884年6月17日 - 1965年6月5日）は、スウェーデンの王族。
グスタフ5世とその王妃ヴィクトリア・フォン・バーデンの次男。前国王グスタフ6世アドルフの弟にあたる。

## 略歴
1908年5月3日に、ロシアのツァールスコエ・セローで、ロシア皇族パーヴェル・アレクサンドロヴィチ大公とアレクサンドラ・ゲオルギエヴナ大公妃の長女であるマリア・パヴロヴナと結婚した。
夫妻は一男レンナルトをもうけたものの、結婚生活はうまくいかず、1914年に離婚した。後にマリアは、夫は同性愛者だったと周囲に語っていたが、それらを証明する物証は全く挙がっておらず、それどころかヴィルヘルムには晩年まで愛人がいたことで知られている。